# Saldria (Gotthardtkirchplatz 9 und 10)

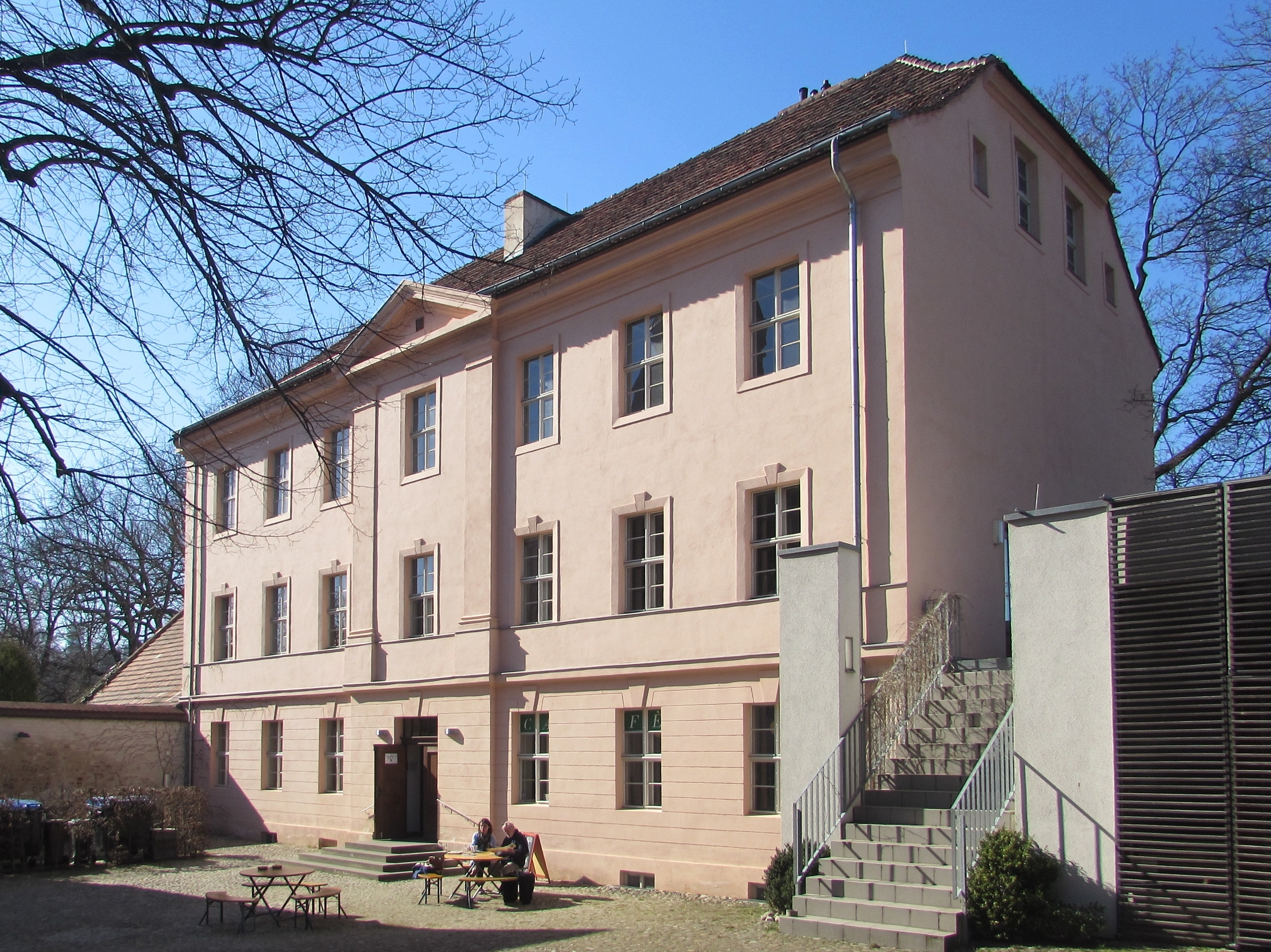
Hauptgebäude der Schule vom Hof gesehen

Die Saldria (auch Altstädtische Lateinschule) am Gotthardtkirchplatz 9 und 10 ist ein Schulgebäudekomplex in der Stadt Brandenburg an der Havel. Dieser ist als Baudenkmal ausgewiesen.

## Geschichte
Möglicherweise befand sich an der Stelle des Schulgebäudes um 1147 die Niederlassung der Prämonstratenser, aus der später das Domkapitel des Bistums Brandenburg wurde. 1461 wurde auf dem Gelände durch den Bischof Dietrich von Stechow ein Bischofshof eingerichtet. Dieser unterstand, obwohl in der Altstadt Brandenburg gelegen, nicht der Gerichtsbarkeit des Rates der Stadt und diente als Quartier für den sonst in Ziesar residierenden Bischof von Brandenburg. Der Hauptbau soll ein dreistöckiger Backsteinbau gewesen sein und eine Kapelle, eine Badestube und zwei Säle gehabt haben. Von diesem Bau blieben die Kellergewölbe erhalten. Eine Wappentafel des Dietrich von Stechow aus der Kapelle kam später in die Kirche St. Gotthardt, der benachbarten Hauptkirche der Altstadt.
Nachdem im Zuge der Reformation die bischöflichen Besitzungen an den Kurfürsten von Brandenburg gingen, wurden diese teilweise unter Amtsträgern aufgeteilt. So kam die Anlage 1561 zunächst an den kurfürstlichen Mundschenk Wichard von Bardeleben. Sechs Jahre später kaufte der kurfürstliche Oberkämmerer Matthias von Saldern den ehemaligen Bischofshof von einem Verkaufserlös seiner Frau. Der Hof wurde zu einem Stadtsitz ausgebaut. Nachdem Matthias von Saldern verstorben war, übereignete seine Witwe Gertrud von Saldern, geborene von Hake, die ihr Erbe gerichtlich erstreiten musste, auf Vermittlung des Bürgermeisters Simon Roter 1589 „hauß unndt hoff zu Brandenburgk“ der Stadt zur Unterbringung einer Lateinschule. Diese trug seither den Namen Saldria. Neben vornehmlichen adligen Kindern wurde auch einige arme an der Schule unterrichtet. Die folgenden zwei Jahre wurden durch den Baumeister Merten Naht umfangreiche Umbaumaßnahmen durchgeführt und Erweiterungen vorgenommen. Die Schule wurde 1591 eröffnet.

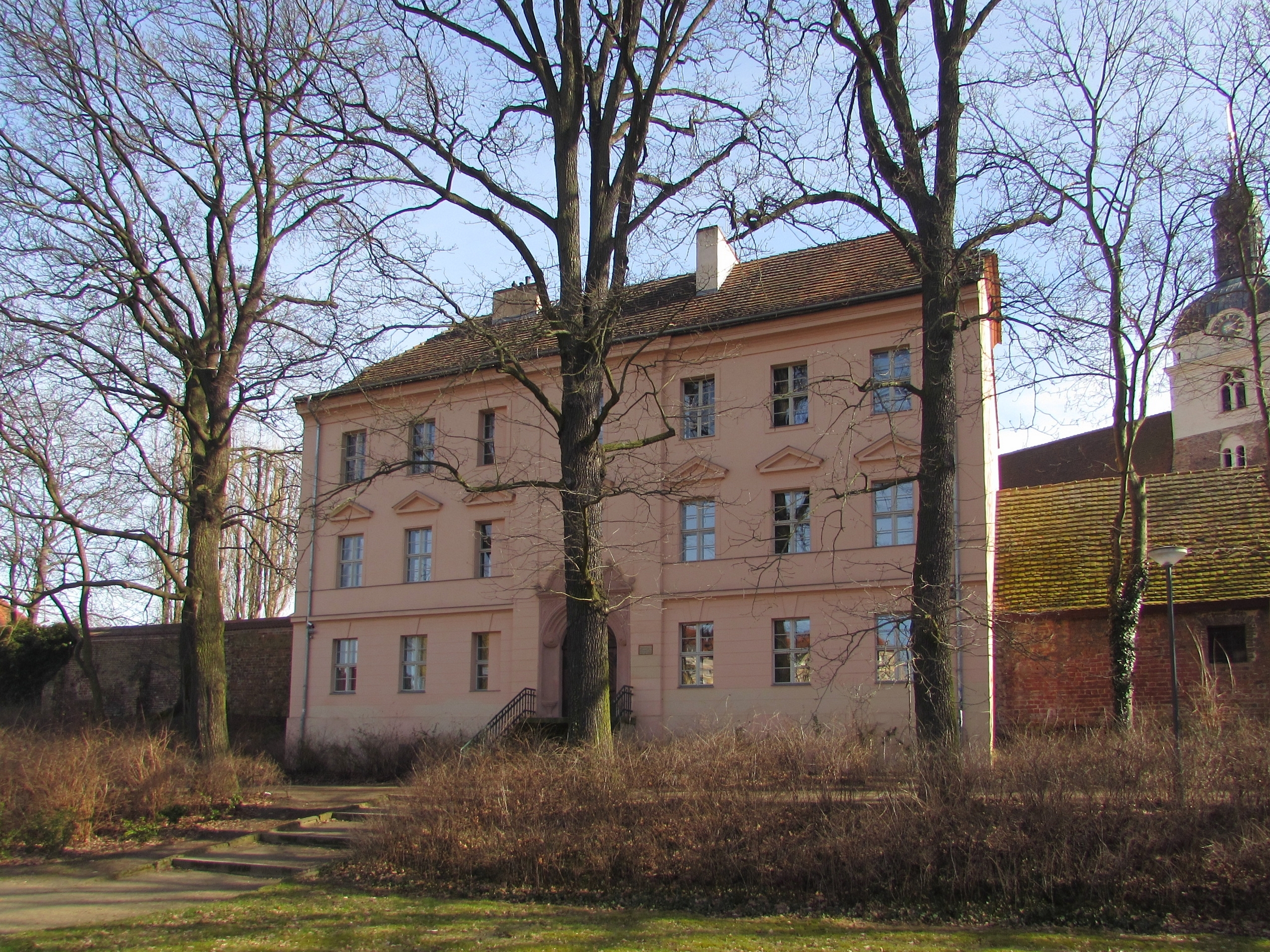
Fassade des Hauptgebäudes zum Walter-Rathenau-Platz

Vor dem Dreißigjährigen Krieg soll die Schule mit 400 Schülern und bekannten Lehrern in der Mark Brandenburg herausragend gewesen sein. 1715 wurde ein Seitengebäude auf dem Hof errichtet. In diesem befanden sich Wohnungen für Pförtner und auswärtige Schüler und einige Klassenräume. 1797 wurde die Saldria aufgrund sinkender Schülerzahlen mit der Neustädtischen Gelehrtenschule zum Vereinigten Gymnasium der Alt- und Neustadt zusammengelegt. Am Gotthardtkirchplatz wurden nur noch die unteren Schulklassen unterrichtet. 1799 bis 1801 wurde am Gotthardtkirchplatz das neue Hauptgebäude unter Einbeziehung älterer Bausubstanz errichtet. 1817 wurde das Vereinigte Gymnasium wieder aufgelöst. Die Saldria war zu jener Zeit die Altstädtische Bürgerschule im Sinne einer Realschule. Nach dem Umzug in einen Neubau der Saldria am Salzhof 1867 wurde das bisherige Schulgelände am Gotthardtkirchplatz von der Mittleren Töchterschule, Elisabethschule (im Hauptgebäude) und von der Mädchen-Gemeindeschule (im Seitengebäude) genutzt. Im Jahr 1891 wurde das Renaissanceportal des Carpzowschen Hauses in das Schulhaus (Seite zum Walter-Rathenau-Platz) integriert. Während der DDR war die Schule eine Polytechnische Oberschule mit erweitertem Russischunterricht (bis 1975), die den Namen Juri Gagarins trug. Nach dem Umbau des Schulsystems im Land Brandenburg zog vorübergehend eine Förderschule ein. Ab 2001 folgte zunächst Leerstand. Nach Sanierung und Umbau, ein moderner einstöckiger Gebäudeflügel mit einem Veranstaltungsraum wurde angebaut, wird die vormalige Schule seit 2008 als Interkulturelles Zentrum „Gertrud von Saldern“ vom Verein Berlin-Brandenburgische Auslandsgesellschaft betrieben. Es finden beispielsweise Sprachkurse statt und ein Café wird betrieben.
Gertrud von Saldern wird durch das Projekt Frauenorte geehrt. In diesem Zusammenhang wurde am 16. November 2012 die 28. Tafel des Projektes für sie vor dem Gebäudeensemble der alten Saldria am Gotthardtkirchplatz enthüllt. Aufgrund des Fehlens eines Bildes von Gertrud von Saldern zeigt die Tafel ihr Wappen.

## Bauwerk

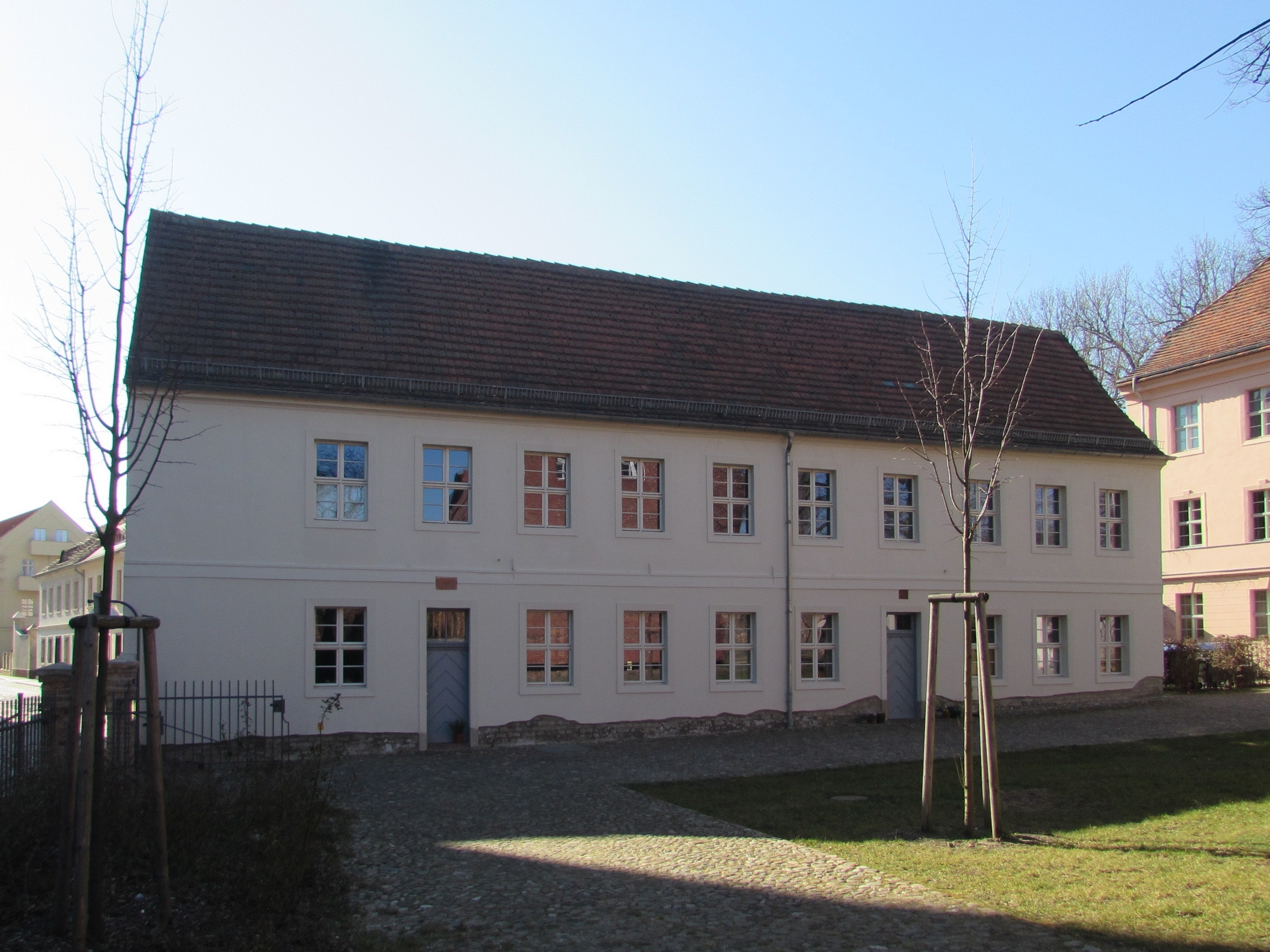
Das Seitengebäude

Das Hauptgebäude (Gotthardtkirchplatz 10) ist ein in die Brandenburger Stadtmauer integrierter traufständiger Putzbau im Stil des frühen Klassizismus. Es ist dreistöckig. Das Portal zum ehemaligen Schulhof beziehungsweise zum Gotthardtkirchplatz befindet sich in einem Mittelrisalit. Es ist über eine vierstufige Freitreppe zu erreichen. Der Risalit wird von Pilastern seitlich begrenzt, die einen Dreiecksgiebel tragen. Das Erdgeschoss wird vom ersten Obergeschoss durch ein schlichtes Gesims optisch getrennt. Im Bereich des Erdgeschosses findet sich eine horizontale Nutung im Putz als Schmuck. Die Rechteckfenster der Obergeschosse sind profiliert umrandet. Schlusssteine finden sich oberhalb aller Fenster.
Zum Walter-Rathenau-Platz jenseits der Stadtmauer sind die Fenster des ersten Obergeschosses mit Dreiecksgiebeln überdacht. Das Renaissanceportal des Carpzowschen Hauses ist reich verziert. Es zeigt die Wappen der Familien Carpzow und Lintholz und figürliche Reliefs und hat Sitznischen. Das Krüppelwalmdach ist mit Biberschwänzen eingedeckt. Der Keller besteht aus sechs quadratischen Jochen mit Kreuzrippengewölben.
Das Seitengebäude (Gotthardtkirchplatz 9) ist ein zweistöckiger Bau. Es besitzt zwei einflügelige Türen als Zugänge. Die Stockwerke sind durch ein Gurtgesims optisch getrennt, die Rechteckfenster profiliert umrandet. Das Dach ist ein schlichtes Satteldach und ebenfalls mit Biberschwänzen eingedeckt. Der am Hauptgebäude angebaute moderne Flügel wird von Glas und Stahl dominiert.

## Literatur

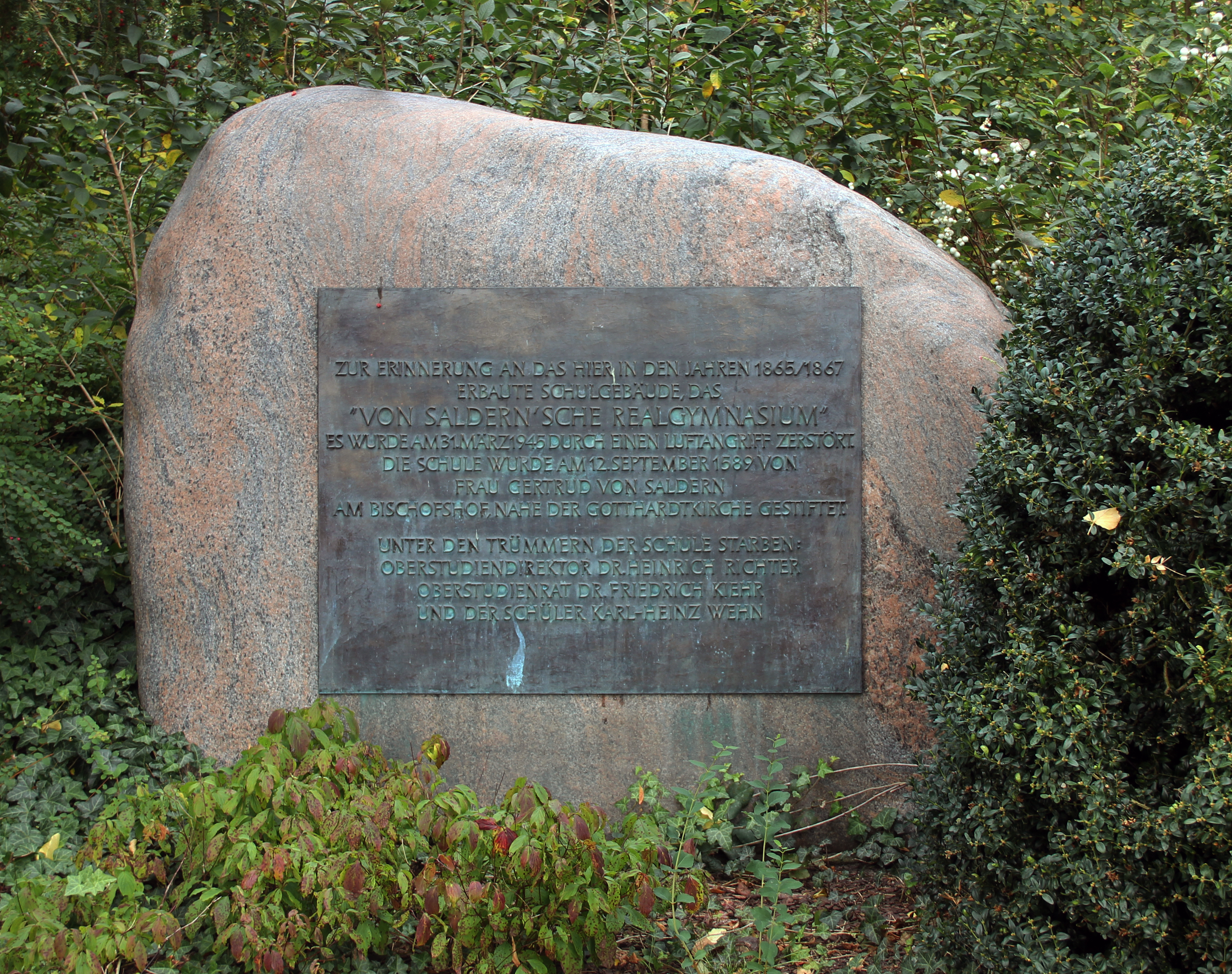
Gedenkstein am alten Standort der Schule bis 31. März 1945